# Cyrtotria zulu
Cyrtotria zulu är en kackerlacksart som beskrevs av Karlis Princis 1963. Cyrtotria zulu ingår i släktet Cyrtotria och familjen jättekackerlackor. Inga underarter finns listade i Catalogue of Life.